# Kloster Valduna

Klosterruine Valduna, Aquarell von Johann Jakob Meyer (vor 1858)

Das Kloster Valduna war ein Kloster der Klarissen in Rankweil in Vorarlberg. Es bestand von etwa 1380 bis 1782.

## Geschichte
Das in den 1380er Jahren vom Grafen Rudolf V. von Montfort in den Wäldern von Valduna gestiftete Kloster wurde von drei Schwestern des Klosters Grimmenstein besiedelt, deren Anzahl sich bald auf 40 erhöhte. Der Bischof von Chur weihte 1398 die Klosterkirche, die bereits über einen eigenen Begräbnisplatz verfügte. 1402 bestätigte Papst Bonifatius IX. die Stiftung und setzte eine Äbtissin ein. In der Literatur des 19. Jahrhunderts ist über die Gründungslegende des Klosters Valduna folgendes zu lesen:

„Bucelin und Weizenegger erzählen wundersame Legenden von diesem einsamen Thal, das auch „zur güldinen Müle“ genannt wird; von einem Einsiedler, der in einem hohlen Baume lebte und allerlei himmlische Erscheinungen hatte, von einem hier vom Blitz getroffenen reichen Kaufmann Brehenzer aus Brixen, der für seine Lebensrettung eine Kapelle stiftete u. dgl. mehr.“

Der Konvent hatte im 15. Jahrhundert unter Krieg, Krankheiten und Feuersbrünsten schwer zu leiden, auch Raubritter überfielen mehrmals das Kloster. Ursula Haider ließ sich im Alter von 18 Jahren am 29. Juli 1431 in das Kloster einschließen und wurde 1467 zur Äbtissin gewählt. 1506 soll Kaiser Maximilian I. dem Kloster einen Besuch abgestattet haben. Im 16. Jahrhundert erscheint als Äbtissin Ursula von Furtenbach († 1544). Während des Dreißigjährigen Kriegs flohen die Nonnen in die Schweiz. 
Das Altarbild mit der ältesten erhaltenen Ansicht des Klosters aus der 1676 bis 1682 neu erbauten Klosterkirche ziert heute die Kapelle des neuen Krankenhauses.
Im Zuge der Josephinischen Reformen wurde das Kloster 1782 aufgehoben. Der Konvent bestand damals noch aus 26 Nonnen, 18 Chorfrauen und acht Laienschwestern. Die letzte Nonne starb 1836 in Feldkirch. Nachdem das Kloster zum Abbruch verkauft worden war, ließ die Gemeinde Rankweil im 19. Jahrhundert das verfallene Kloster samt der Kirche abtragen. 1862 wurde auf dem Grundstück eine Wohltätigkeitsanstalt gegründet. Heute steht dort das Landeskrankenhaus Rankweil.